# Hautpflege
Die Hautpflege ist Bestandteil der Körperpflege und umfasst Maßnahmen, die die natürlichen Schutzmechanismen und Funktionen der Haut erhalten oder wiederherstellen und darüber hinaus das allgemeine Wohlbefinden verbessern.

## Physiologie der Haut
Auf der menschlichen Haut befindet sich eine feine Schicht, bestehend aus Schweißbestandteilen, Talg und Wasser. Dieser Hydro-Lipid-Film sorgt für geschmeidige Haut und wirkt als natürlicher Schutz (früher Säureschutzmantel genannt). Mit einem pH-Wert zwischen 4 und 6 bildet er eine Barriere gegen schädliche Einflüsse von außen. Er beeinflusst auch die Besiedlung der Haut durch Mikroorganismen (z. B. Bakterien). Ein intakter Hydro-Lipid-Film unterstützt die Standortflora von Mikroorganismen, so dass sie als Platzhalter andere, von außen hinzukommende (sogenannte transiente) Mikroorganismen blockieren und an deren Vermehrung hindern kann. 
Die Elastizität der Haut wird sehr stark durch die Hautfeuchtigkeit bestimmt. Ist diese zu gering, erscheint die Haut sichtbar trocken, spannt, juckt und schuppt. Gesunde und intakte Haut enthält eigene natürliche Feuchthaltefaktoren (NMF), die für eine ausgewogene Hautfeuchte sorgen. Mit zunehmendem Alter wird die Haut dünner, trockener und weniger widerstandsfähig. Sie verliert nach und nach ihre Fähigkeit, sich selbst zu regenerieren.

## Wirkung von Hautpflegeprodukten
Die Barrierefunktion der intakten Haut schützt den Körper davor, dass – möglicherweise schädliche – Fremdstoffe eindringen können. Deshalb wirken äußerlich aufgetragene kosmetische Stoffe zumeist nur in der äußersten Schicht der Epidermis, dem Stratum corneum. Substanzen mit speziellen Eigenschaften überwinden jedoch diese Barrierezone; bestimmte chemische und physikalische Verfahren können die Penetration verbessern.
Eine Behandlung der Haut mit geeigneten Pflegeprodukten kann Defizite weitgehend ausgleichen bzw. vor schädlichen Einflüssen schützen, z. B. bei trockener Umgebungsluft vor übermäßigem Feuchtigkeitsverlust oder bei Sonnenexposition vor UV-Strahlung.
Falsche oder übertriebene Hautpflege kann hingegen die physiologischen Hautfunktionen beeinträchtigen. Insbesondere bei der Hautreinigung können ungeeignete Produkte und Methoden zu Hautschäden führen.

## Hautreinigung
Die Haut wird aus hygienischen und kosmetischen Gründen regelmäßig gereinigt. Durch Abwaschen werden Verschmutzungen, Reste von kosmetischen Produkten oder Dermatika und mögliche Krankheitserreger entfernt, aber auch die lockeren Hornzellen der Haut. Allein angewendet kann Wasser die Haut von wasserlöslichen Rückständen wie Staub, Zucker und Salzen befreien; in Verbindung mit waschaktiven Produkten wie Seife oder Syndets wird auch fetthaltiger Schmutz entfernt. Zur Hautreinigung werden außerdem alkoholhaltige Lösungen (sogenannte Gesichtswasser), fetthaltige Suspensionen (sogenannte Reinigungsmilch) oder Öle benutzt.
Grobe Verschmutzungen müssen in manchen Fällen mechanisch entfernt werden, beispielsweise mithilfe von Waschlappen, Bürsten oder Spezialpasten.

### Problematik der Hautreinigung
Durch die Hautreinigung wird nicht nur der schützende Wasser-Fett-Film und die transiente Hautflora reduziert bzw. entfernt, sondern auch die residente Hautflora. Die Fette zwischen den Hautzellen und die feuchtigkeitsbindenden Substanzen werden ausgewaschen. Durch das Wasser quillt zusätzlich die Hornschicht auf, so dass Infektionserreger, allergieauslösende Stoffe und schädliche Substanzen leichter eindringen können. Es hängt von Reinigungsprodukt und -methode ab, wie schnell die Haut ihre normale Flora wieder aufbauen kann. Besonders ungünstig soll sich die häufige Anwendung von Reinigungsprodukten mit hohen pH-Werten auswirken (z. B. alkalische Seifen). Einige Syndets weisen pH-Werte im Neutralbereich auf, entfetten die Haut allerdings stärker.
Die Wirkung von rückfettenden Substanzen ist umstritten.
Mechanische Reinigung durch Reiben, Abbürsten oder Verwendung von Peelings entfernt die Hautflora weitgehend, die Haut kann verletzt werden.
Die Temperatur des Waschwassers beeinflusst ebenso die Regeneration der Haut: Da heißes Wasser mehr Fett aus der Haut löst als warmes oder kaltes Wasser, benötigt die Haut nach Kontakt mit heißem Wasser mehr Zeit zum Wiederaufbau ihrer physiologischen Flora. Dies gilt umso mehr, je länger die Haut Kontakt zum Wasser hatte, ob z. B. nur kurz geduscht oder ein ausgiebiges Vollbad genommen, und ob die Haut anschließend gründlich abgetrocknet wurde. In Körperregionen, wo Haut auf Haut liegt (z. B. zwischen den Zehen, unter den Brüsten oder dem Bauch, in der Leiste), kann die Haut durch ständige Feuchtigkeit aufweichen, wund werden und sich entzünden.
Insbesondere an den Händen kann sich ein sogenanntes Abnutzungsekzem entwickeln.

### Reinigung spezieller Körperregionen
Einige Körperregionen benötigen eine besondere Aufmerksamkeit: die Schamgegend oder der Genitalbereich bei der Intimpflege. Dies gilt besonders bei kranken oder behinderten Personen, die sich nicht selbst regelmäßig den gesamten Körper reinigen/waschen können. Dort ist die Intimpflege eine wichtige pflegerische Maßnahme (früher auch als Teil der Grundpflege definiert). Insbesondere bei Blasen- oder Darm-Schwäche (Inkontinenz) kann längerer Kontakt mit Urin oder Stuhl die Haut schädigen. Das gründliche, aber möglichst schonende Reinigen und Abtrocknen erfordert neben Fachwissen auch ein taktvolles Umgehen mit der pflegebedürftigen Person.

## Produkte

### Produkte zur Hautreinigung
- Wasser: Anwendung z. B. durch Duschen oder Händewaschen.

#### Seifen und Syndets
- Seife: Meist Natrium-Seifen (seltener Kalium-Seifen) von Fettsäuren. Hochwertige Kernseife enthält noch das sich beim Seifen-Sieden abspaltende Glycerin. Die Reinigungswirkung beruht auf Tensiden. Das Waschen mit Seife verschiebt kurzzeitig den pH-Wert in den basischen Bereich. Unempfindliche gesunde Haut gleicht dies rasch aus.
- Wasch-Syndet: Tenside mit einem pH-Wert um 5 reinigen die Haut, der Säureschutzmantel der Haut wird dadurch nicht beeinträchtigt. Allerdings entfetten Syndets die Haut stärker als Seife.
- Duschgele oder -cremes sind viskose, tensidhaltige Flüssigkeiten.

#### Spezielle Gesichtsreinigung
- Reinigungsmilch ist eine kolloide Lösung. Mischungen ab Teilchengrößen ~1-1000 nm entmischen sich nach einiger Zeit und werden zweiphasig (kolloiddispers); Emulgatoren verhindern das Entmischen. Die zumeist tensidhaltige Öl-in-Wasser-Emulsion entfernt sowohl fett- als auch wasserlösliche Rückstände. Anschließend muss die Haut mit Wasser abgespült oder mit sogenanntem Gesichtswasser nachgereinigt werden, um die Tenside zu entfernen.[4]
- Reinigungscreme enthält weniger Wasser als Reinigungsmilch, aber ebenfalls Tenside. Daher ist eine Nachreinigung mit (Gesichts-)Wasser erforderlich.[4]
- Gesichtswasser oder -tonikum ist eine Lösung, die in einer homogenen Mischung verschiedener Stoffe besteht. Es wird zur Nachreinigung und Erfrischung angewendet und fördert die Regeneration des physiologischen pH-Wertes. Dabei weisen Produkte für den fettigen Hauttyp in der Regel einen Alkoholanteil zwischen 15 und 30 Prozent auf; sie enthalten daneben weitere gelöste Substanzen, wie z. B. adstringierende oder entzündungshemmende Wirkstoffe.[5] Gesichtswasser für trockene Haut ist in der Regel alkoholfrei. 
  - „Mizellenwasser“ enthält als Reinigungskomponente Tenside, die ab einer bestimmten Konzentration Mizellen bilden.[6]
- Zwei-Phasen-Lotionen enthalten einen Öl- und einen Wasseranteil, welche unmittelbar vor der Anwendung durch Schütteln gemischt werden. Damit wird vor allem wasserfestes Augen-Make-up gelöst und entfernt.[4]

#### Sonstige
- Adsorptive Reinigungsprodukte wie Hafermehl, Molke, Mandel- oder Weizenkleie enthalten lipo- und hydrophile Anteile, die fetthaltigen Schmutz binden und sich mit Wasser abspülen lassen.[4]
- Reinigungstücher sind mit Reinigungsemulsion getränkte Feuchttücher.
- Öl: löst beispielsweise wasserfestes Make-up und Salbenreste, die anschließend mit einem tensidhaltigen Präparat abgewaschen werden können. Als Zusatz zum Badewasser oder als Dusch-Öl verwendet, legt sich ein pflegender Ölfilm auf die Haut. Dieser Ölfilm befindet sich dann aber ebenso in der Dusch- bzw. Badewanne und erhöht die Rutschgefahr.
- Handwaschpaste wird bei hartnäckiger, nicht wasserlöslicher Verschmutzung angewandt.

### Hautpflegemittel

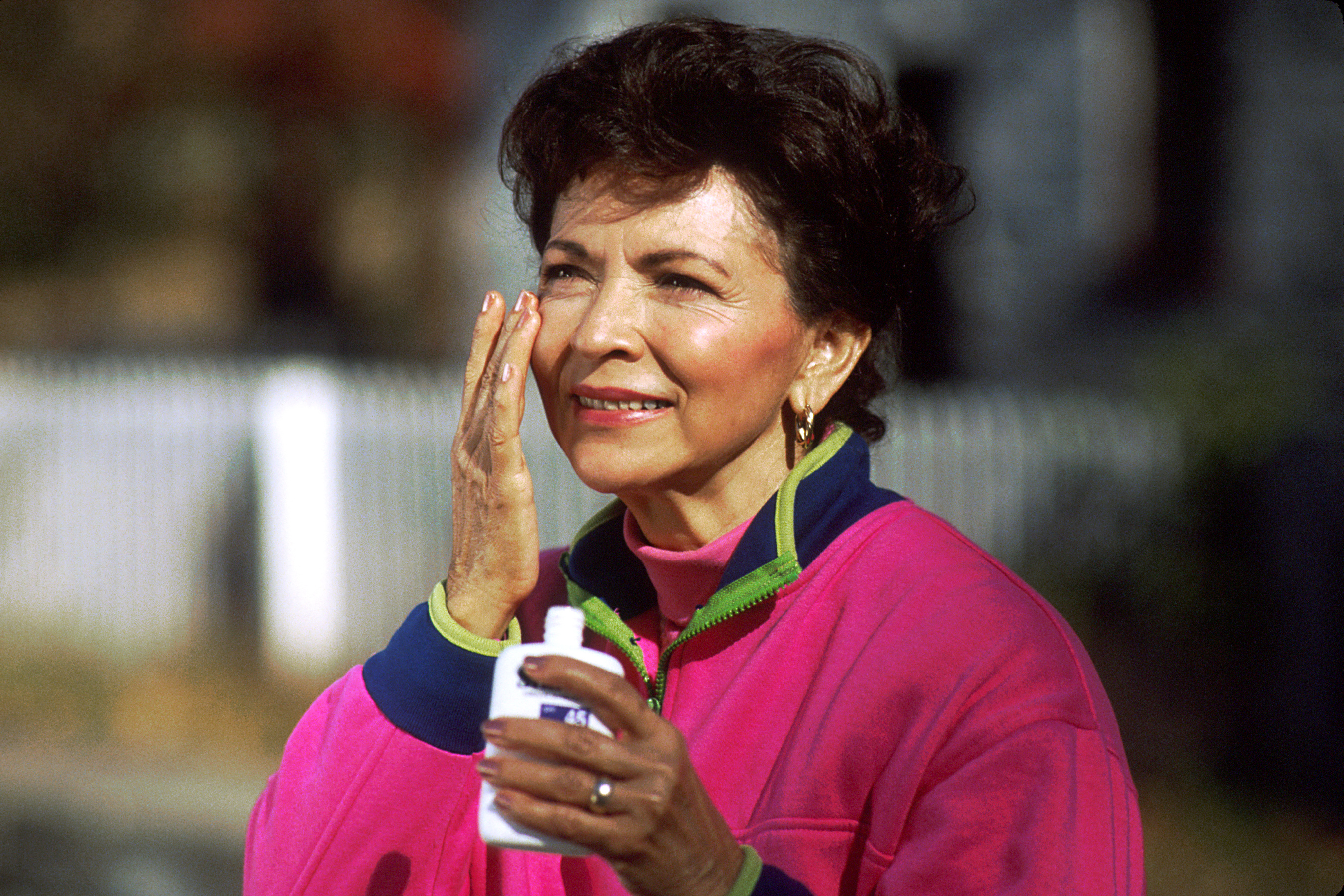
Auftragen eines Hautpflegemittels

- Salbe: Im engeren Sinn ist eine Salbe eine wasserfreie Zubereitung auf einer Salbengrundlage aus Wachs (wie z. B. Vaseline, mikrokristallines Wachs, Carnauba- oder Wollwachs), oder (heute eher selten) tierische Fette wie Rindertalg oder Schweineschmalz. Neben den Arznei-Salben sind Schutz- und Decksalben die am häufigsten angewandten Salben. Die Salbengrundlage bestimmt Haltbarkeit und Hautfreundlichkeit der (Arznei-)Zubereitung. Im weiteren Sinn umfasst der Begriff „Salbe“ jedoch auch andere halbfeste (Arznei-)Zubereitungen wie Paste (z. B. Zinksalbe), Creme, Emulsion und Gel, dann jedoch mit Emulgatoren.
- Cresa: Mischung zwischen Creme und Salbe.
- Creme: Cremes bestehen hauptsächlich aus Wasser, Öl/Fett/Vaseline und Emulgator(en). Daneben enthalten sie bis zu 2 % Konservierungsstoffe und antimikrobielle Stoffe, bis 1 % kosmetische Farbstoffe (einschl. Eisenoxide, Perlglanzmittel). Öl-in-Wasser-Emulsionen (O/W) lassen sich am leichtesten herstellen. Wasser-in-Öl-Emulsion (W/O) und Mischemulsionen (W/O/W oder O/W/O) gelten als hautfreundlicher. Die Kombination Sonne (UV-Licht), Emulgator und Konservierung gilt als hauptsächlicher Auslöser von Haut-Irritationen vom Typ „Mallorca-Akne“.
- Lotion: (umgangssprachlich (Hautpflege-)„Milch“) enthält noch mehr Wasser als Creme.
- Gel: oftmals Gelbildner und Glycerin-Wasser-Gemisch, muss wegen des Wassergehalts meist konserviert werden. Im Gegensatz zum Hydro-Gel kommt wasserfreies Lipo-Gel ohne feuchthaltendes Glycerin aus. Zudem können im Lipo-Gel Wirkstoffe kombiniert werden, die in herkömmlichen Gelen nicht gemeinsam verarbeitet werden können, da sie bei unterschiedlichen pH-Werten aktiv sind (z. B. Calcipotriol und Betamethason bei Schuppenflechte). Im wasserfreien Lipo-Gel spielt der pH-Wert keine Rolle.
- Sonnencreme, Sonnenlotion, Sonnengel: Cremes, Lotion oder Gel mit „chemischen“ UV-Filtersubstanzen oder „physikalischem“ Sonnenschutz mit Zinkoxid (oder anderen Oxiden) als Wirkstoffen. Einige „chemische“ UV-Filtersubstanzen entfalten auch leicht östrogenartige (hormonähnliche) Wirkungen. Peptid-haltige Produkte stärken die natürliche Peptid-Barriere und damit den UV-Schutz.

### Hautschutzmittel
Hautschutzmittel wie eine Barrierecreme oder ein Hautschutzfilm bilden eine gegen Feuchtigkeit und Reizstoffe widerstandsfähige Schicht, die je nach Produkt bis zu vier Tage hält. Sie werden z. B. bei Inkontinenz und bei der Stomaversorgung, aber auch vor Feuchtarbeiten auf die gefährdeten Hautareale aufgetragen. Ein Schutzfilm aus Acrylat-Polymeren ist transparent sowie semipermeabel, er beeinträchtigt daher nicht die Hautfunktionen. Dagegen wirkt ein Film auf der Basis von Dimeticon okklusiv.
Ebenfalls als Hautschutzprodukt gelten Schutzhandschuhe. Werden flüssigkeitsdichte Handschuhe jedoch länger als 20 Minuten getragen, quillt die Haut durch den entstehenden Schweiß auf. Deshalb werden die Hände vor dem Anziehen der Schutzhandschuhe mit einer Barrierecreme eingerieben.

## Unterscheidung Lotio und Lotion
Entgegen der von Hautpflegemittelherstellern oftmals synonymen Anwendung der beiden Begriffe bezeichnet der Begriff „Lotio“ eine Schüttelmixtur, also die Suspension fester Bestandteile in einer Flüssigkeit (flüssiges Puder). (siehe Lotio und Lotion)